# Circondario di Bad Tölz-Wolfratshausen
Il circondario di Bad Tölz-Wolfratshausen è uno dei circondari che compongono l'Alta Baviera in Baviera (Germania). Il suo capoluogo è la città di Bad Tölz.

## Città e comuni
(Abitanti il 31 dicembre 2023)
| Comuni del circondario | Città 1. Bad Tölz (19 360) 2. Geretsried (25 863) 3. Wolfratshausen (19 499) Comunità amministrative 1. Benediktbeuern (Comuni di Benediktbeuern e Bichl) 2. Kochel a.See (Comuni di Kochel a.See e Schlehdorf) 3. Reichersbeuern (Comuni di Greiling, Reichersbeuern e Sachsenkam) Territori extracomunali (7,99 km², entrambi disabitati) 1. Pupplinger Au (3,72 km²) 2. Wolfratshauser Forst (4,27 km²) | Comuni 1. Bad Heilbrunn (4 048) 2. Benediktbeuern (3 736) 3. Bichl (2 360) 4. Dietramszell (5 737) 5. Egling (5 430) 6. Eurasburg (4 350) 7. Gaißach (3 141) 8. Greiling (1 453) 9. Icking (3 732) 10. Jachenau (787) 11. Kochel a.See (4 145) 12. Königsdorf (3 178) 13. Lenggries (10 143) 14. Münsing (4 397) 15. Reichersbeuern (2 487) 16. Sachsenkam (1 315) 17. Schlehdorf (1 319) 18. Wackersberg (3 702) |